# Malaimbandy
Malaimbandy is een plaats en gemeente in Madagaskar gelegen in het district Mahabo van de regio Menabe. Er woonden bij de volkstelling in 2001 ongeveer 26.000 mensen. In de plaats is een lokaal vliegveld.
In de plaats is basisonderwijs en voortgezet onderwijs voor jonge kinderen beschikbaar. 70% van de bevolking is landbouwer en 30% houdt zich bezig met veeteelt. Het belangrijkste gewas is rijst, maar er wordt ook cassave en tabak verbouwd.